# Isla Trinidad (Antártida)
La isla Trinidad es una isla de la Antártida de tipo continental que forma parte del archipiélago Palmer, al oeste de la península Antártica. Se ubica a 63°45′S 60°44′O / -63.750, -60.733 en la parte norte del archipiélago, está separada de la Costa Davis por el estrecho Orleans. 
La isla tiene 24 km de largo por 10 km de ancho. Cuenta con un área de 208 km² y una longitud de costas de 107,7 km. En el extremo sudeste se encuentra punta Asencio 63°54′S 60°53′O / -63.900, -60.883.
El nombre de la isla se debe al explorador Otto Nordenskjöld, líder de la Expedición Antártica Sueca de (1901-1904) en conmemoración del descubrimiento de la península Trinidad (Trinity Land) realizada por Edward Bransfield el 30 de enero de 1820.

## Reclamaciones territoriales
Argentina incluye a la isla en el departamento Antártida Argentina dentro de la provincia de Tierra del Fuego, Antártida e Islas del Atlántico Sur; para Chile forma parte de la comuna Antártica de la provincia Antártica Chilena dentro de la Región de Magallanes y de la Antártica Chilena; y para el Reino Unido integra el Territorio Antártico Británico. Las tres reclamaciones están sujetas a los términos del Tratado Antártico.
Nomenclatura de los países reclamantes: 
- Argentina: isla Trinidad
- Chile: isla Trinidad
- Reino Unido: Trinity Island